# Леопольд Ґійом Ґіллекенс
Леопольд Ґійом Ґіллекенс (фр. Leopold Guillaume Gillekens; 11 жовтня 1833, Sint-Pieters-Leeuw — 2 жовтня 1905, Вільворде) — бельгійський садівник, ботанік і дослідник.
Ґіллекенс відомий своєю роботою в галузі помології та арборикультури. З 1867 року він працював директором Державної школи садівництва у Вільворде (Ecole d'horticulture de l'Etat à Vilvorde).
Він був публікувався в журналі «Moniteur horticole belge».

## Деякі публікації
- Traité de la taille et de la culture des bres fruitiers, 1878.
- Éléments d'arboriculture forestière, 1891.
- Cours pratique de Culture maraichère, 1895.